# Hiroshi Ishii
Hiroshi Ishii (n. 21 septembrie 1939, Tokyo⁠(d), Tōkyō, Japonia) este un înotător ce a reprezentat Japonia, medaliat olimpic. A participat la o ediție a Jocurilor Olimpice (1960) în care a câștigat o medalie de argint.